# Ève Ruggieri
Pour les articles homonymes, voir Ruggieri.
Ève Marie France Augustin dite Ève Ruggieri, née le 13 mars 1939 à Limoges, est une productrice d'émissions de radio et de télévision, présidente de société, écrivaine et animatrice française de radio et de télévision.

## Biographie

### Famille et formation
Ève Marie France Augustin naît le 13 mars 1939 à Limoges. Elle est l'ainée des deux enfants de Marie-Paule Boussely (1914-2007), musicienne et violoniste et de l'ingénieur-chimiste Jean Augustin (1905-1980) mariés en premières noces le 30 août 1937 à Limoges. Toujours à Limoges, sa mère se remarie le 4 mai 1940 à Lucien Henrot (1910-2001), musicien et chef d'orchestre, lequel l'adoptera par adoption simple en 1999, ce qui permit d'assurer ses droits successoraux et d'en alléger la fiscalité tout en lui conférant le double patronyme Augustin-Henrot. De cette union naitra en 1941 son demi-frère, l'entraîneur de chevaux Guy Henrot.
Après des études secondaires aux lycées de jeunes filles de Limoges puis de Nice, elle obtient un premier prix de piano au conservatoire de Nice.
Elle se marie le 28 juillet 1969 à Paris en premieres noces avec Alix André Comte, né en 1933. Cette union ne durera pas. Divorcée ensuite du  producteur et réalisateur François Ruggieri dont elle a une fille, Marion Ruggieri, et conservera le patronyme, elle vit depuis 1991 avec l'artiste peintre et sculpteur Rachid Khimoune, né en 1953.

### Carrière professionnelle
Abandonnant ses études dentaires, elle entre par concours à l'ORTF à Paris en 1960. Elle a travaillé d'abord pour France Inter dans les années 1960 où elle est l'assistante de Jacques Chancel pour l'émission Radioscopie.
En 1975, elle est productrice et animatrice de l'émission de télévision Le regard des femmes sur la chaîne TF1.
De 1979 à 1988, elle anime sur France Inter l'émission quotidienne Ève raconte, où, en direct tous les matins du lundi au vendredi, elle raconte la vie de personnages historiques célèbres. Cette émission est déclinée à la télévision sur Antenne 2. De 1981 à 1984, elle est conseillère pour la musique classique auprès du président Pierre Desgraupes.
De 1982 à 2009, elle est productrice et présentatrice de l'émission Musiques au cœur puis Musiques au cœur 5 étoiles sur Antenne 2 devenue France 2 en 1992,.
En 1987, elle est directrice de collection au département classique de CBS. En 1988-1989, elle est directrice des programmes de France Inter puis d'Antenne 2 en 1989-1990. Elle participe en 1990 au festival d'Aix-en-Provence, où elle présente l'intégrale des symphonies de Beethoven par le Gewendhausorchester dirigé par Kurt Masur. Elle est chroniqueuse artistique de la page musique au sein du Figaro Magazine en 1990-1991 et depuis 1991, présidente-fondatrice de la société de production Eve-R productions. Depuis 1993, elle est directrice artistique puis productrice à partir de 2002 du festival d'Antibes ainsi que du festival des Journées lyriques de Chartres. Depuis 2001, elle est directrice artistique et productrice des spectacles lyriques du nouveau festival de Lacoste au château du marquis de Sade. Elle est productrice depuis 2008 d'émissions sur la chaîne de radio Radio Classique, directrice artistique et productrice de nombreux spectacles.
En 1993, elle joue son propre rôle dans le film 588, rue Paradis d'Henri Verneuil.
En juillet 2016, Ève Ruggieri propose la première édition de son festival de musique classique dans son château de Beaumont dans le Gers intitulé « Un été en Gascogne avec Ève Ruggieri ».

### Engagement associatif
Depuis 2015, avec Stéphane Bern et Robert Hossein, elle prête sa voix à Madame de Maintenon dans le vaste spectacle Le Fabuleux Noël du château de Maintenon, qui retrace l'ascension de l'épouse secrète de Louis XIV.

## Publications
Ève Ruggieri a publié plusieurs ouvrages :
- L'honneur retrouvé du marquis de Montespan, Perrin, 1993  (ISBN 2262006261)
- Pavarotti, Archimbaud-Jean-Claude Lattès, 1993  (ISBN 2709612674)
- Chopin, Itinéraire sentimental, Michel Lafon, 1994  (ISBN 2709614375)
- Mozart, l'itinéraire sentimental, J'ai Lu, 1999  (ISBN 2277233226)
- Quelques femmes remarquables, Pocket, 1998  (ISBN 2266009362)
- Les grandes rencontres amoureuses, J'ai Lu, 2001  (ISBN 2277222267)
- Le rêve de Zamor, Plon, 2003  (ISBN 2259186475)
- Pavarotti, le plus grand ténor du 20e siècle, Michel Lafon, 2007  (ISBN 2749907829)
- Mozart, l'itinéraire libertin, Michel Lafon, 2007  (ISBN 2749904080)
- La Callas, Michel Lafon, 2007  (ISBN 2749907136)
- Chopin, l'impossible amour, Michel Lafon, 2010  (ISBN 2749911664)
- Liszt, l'abbé libertin, Michel Lafon, 2011  (ISBN 2749914892)
- Dictionnaire amoureux de Mozart, Plon, 2017  (ISBN 2259210414)
- Au cas où je mourrais, Flammarion, 2023  (ISBN 978-2-08-041908-8)

## Distinctions
le 25 octobre 1990, Ève Ruggieri est faite chevalier de l'ordre national de la Légion d'honneur et promue au grade d'officier le 21 mars 2008 au titre de « productrice-présentatrice ».
Le 14 mai 2001, elle est nommée au grade d'officier dans l'ordre national du Mérite au titre de « journaliste ; 36 ans d'activités professionnelles » puis faite officier de l'ordre le 13 mars 2002. Le 31 décembre 2020, elle est promue au grade de commandeur dans l'ordre.
Le 9 juillet 2014, elle est nommée officier de l'ordre des Arts et des Lettres .
En 2024, elle reçoit la grande médaille d'or avec plaquette de l'association Arts-Sciences-Lettres.